# Philogenia cristalina
Philogenia cristalina – gatunek ważki z rodziny Philogeniidae. Występuje na terenie Ameryki Południowej.